# Trotogonia pallidata
Trotogonia pallidata är en fjärilsart som beskrevs av W. Warren 1905. Trotogonia pallidata ingår i släktet Trotogonia och familjen mätare. Inga underarter finns listade i Catalogue of Life.